# Titularbistum Ululi
Ululi ist ein Titularbistum der römisch-katholischen Kirche.
Es geht zurück auf einen untergegangenen Bischofssitz in der gleichnamigen antiken Stadt, die in der römischen Provinz Africa proconsularis (heute nördliches Tunesien) lag. Der Bischofssitz war der Kirchenprovinz Karthago zugeordnet.
| Titularbischöfe von Ululi |                  |                              |              |               |
| Nr.                       | Name             | Amt                          | von          | bis           |
| 1                         | Thomas Gumbleton | Weihbischof in Detroit (USA) | 8. März 1968 | 4. April 2024 |